# Martinair-Flug 495
Am 21. Dezember 1992 verunglückte eine McDonnell Douglas DC-10 auf dem Martinair-Flug 495 bei schlechten Witterungsbedingungen während der Landung auf dem Flughafen Faro. An Bord befanden sich 340 Personen. Bei dem Unfall kamen 54 Fluggäste und zwei Besatzungsmitglieder ums Leben; weitere 106 Insassen wurden schwer verletzt.

## Unfallhergang

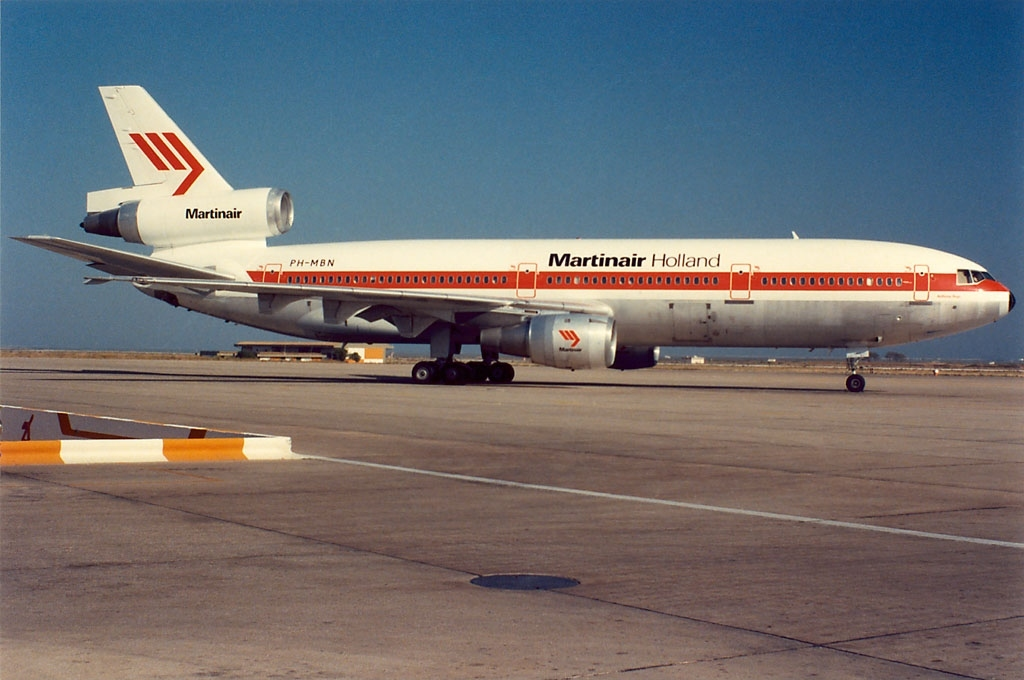
Die verunglückte Maschine auf dem Flughafen Faro im Jahr 1985

Die McDonnell Douglas DC-10-30 der Martinair startete um 05:52 Uhr Ortszeit vom Flughafen Amsterdam zum Charterflug nach Faro. Aufgrund der Reparatur eines Triebwerks hatte sich der Abflug um 45 Minuten verzögert. Der Flug wurde vom Ersten Offizier durchgeführt, während der Flugkapitän die Funktion des "pilot not flying" übernahm.
Die Flugsicherung in Lissabon erteilte den Piloten um 08:03 Uhr Ortszeit die Freigabe zum Sinkflug. Dabei erhielten sie auch Informationen über die Wettersituation in Faro. Die Sichtweite am Zielflughafen betrug 2.500 Meter. Weil der Flughafen Faro kein Instrumentenlandesystem (ILS) besaß, musste der dortige Anflug nach Sichtflugregeln erfolgen. Hierfür war eine Mindestsichtweite von 2.000 Metern Voraussetzung. Die Besatzung erwog, zum Flughafen Lissabon auszuweichen, falls sich die Bedingungen weiter verschlechtern sollten. Um 08:10 Uhr nahm die Maschine Kontakt mit der Anflugkontrolle in Faro auf. Die Piloten wurden informiert, dass der Flughafen unter einer gestaffelten, fast geschlossenen Wolkendecke lag. Darin befanden sich Gewitterzellen, die bis auf eine Höhe von 152 Metern (500 Fuß) hinab reichten. Die Windgeschwindigkeit am Boden betrug 30 km/h (18 Knoten) aus einer Richtung von 150 Grad (Südost). Zudem regnete es sehr stark.
Die Maschine setzte den Sinkflug gemäß den Vorgaben des Fluglotsen fort. Um 08:26 Uhr überflog das Flugzeug das Drehfunkfeuer (VOR) des Flughafens in 1.220 Metern (4000 Fuß) und drehte nach Westen, um in den Endanflug auf die nach Osten ausgerichtete Landebahn 11 zu gelangen. Der Fluglotse teilte mit, dass die Landebahn „überflutet“ (flooded) sei. Um 08:30 Uhr fuhren die Piloten das Fahrwerk aus und erhöhten die Stellung der Landeklappen von 35 auf 52 Grad, um den Anflug mit niedriger Geschwindigkeit auszuführen. Der Flugkapitän informierte den steuernden Copiloten, dass die bordinternen Geräte (INS) Seitenwinde mit einer Geschwindigkeit von 56 km/h (30 Knoten) anzeigten. Um 08:32 Uhr wurde der Anflug in einer Höhe von 229 Metern (750 Fuß) zunehmend unruhig und instabil. Die Besatzung deaktivierte die automatische Schubregulierung und steuerte die Triebwerksleistung manuell. Kurz darauf begann die Maschine, über die linke Tragfläche abzukippen. Die Besatzung steuerte nach rechts dagegen, wodurch nun aber die rechte Tragfläche um 5 Grad nach unten zeigte. In etwa 25 Metern Höhe (70 Fuß) verlor die Maschine an Geschwindigkeit (Airspeed). Gleichzeitig stieg die Sinkrate auf 300 Meter (900 Fuß) pro Minute. Der Flugkapitän erhöhte unmittelbar vor dem Aufsetzen den Schub, um das Flugzeug abzufangen.
Um 08:33:20 Uhr setzte die Maschine hart mit dem rechten Hauptfahrwerk am linken Außenrand der Landebahn auf. Das rechte Fahrwerk brach beim Aufprall. Gleichzeitig schlug die nach unten gerichtete rechte Tragfläche auf den Boden und wurde vom Rumpf getrennt. Das Flugzeug scherte daraufhin nach rechts aus und drehte sich in Rückenlage, wobei das Leitwerk abgerissen wurde. Die Maschine zerbrach zwischen der 16. und 23. Sitzreihe in zwei Teile. Beide Hauptteile des Flugzeugs kamen etwa 1.100 Meter hinter dem Aufsetzpunkt rechts neben der Landebahn zu liegen. Das ausströmende Kerosin entzündete sich und setzte den hinteren Teil des Rumpfes in Brand.
Der Zwischenfall wurde von der Flughafenfeuerwehr beobachtet, die sich zufällig auf eine Übung vorbereitete. Das erste Einsatzfahrzeug erreichte die Unfallstelle in weniger als zwei Minuten und nahm sofort die Löscharbeiten auf. Ein zweites Fahrzeug traf eine Minute später ein. Unter Einsatz der Löschkanonen gelang es der Feuerwehr, eine Fluchtgasse zu errichten, durch die sich die meisten Insassen retten konnten.

## Unfallursache

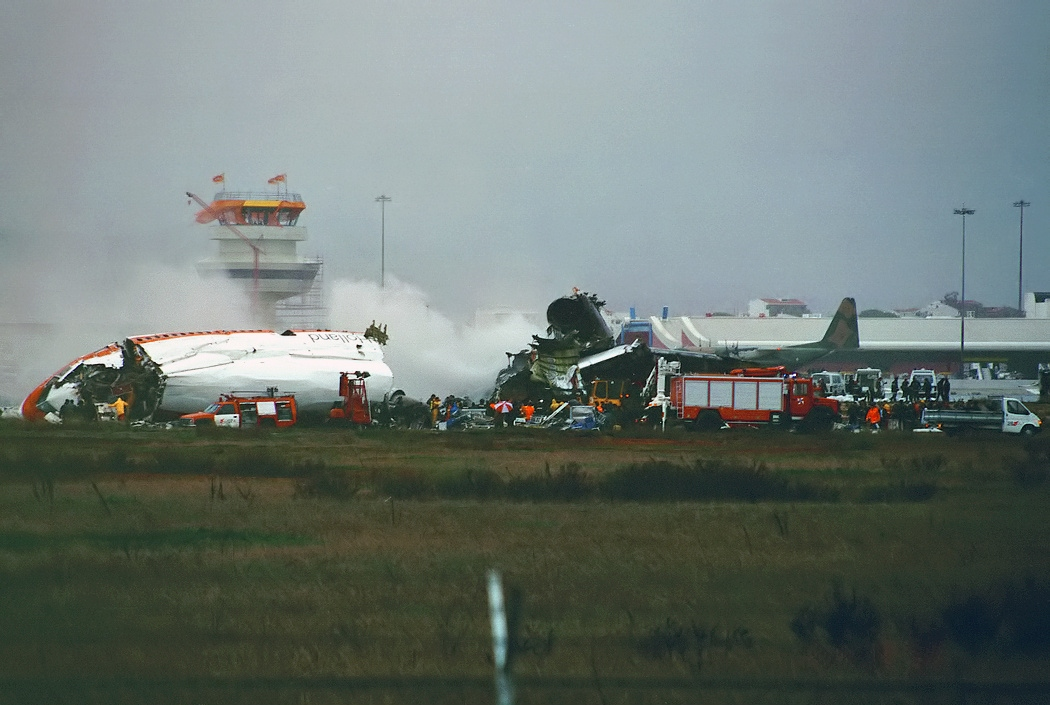
Während der vordere Rumpfabschnitt vom Feuer verschont blieb, brannte das abgerissene Heck komplett aus

Die Hauptunfallursache waren Scherwinde, die das Flugzeug im Endanflug durchquerte. Sie führten zu starken Schwankungen in der Sinkrate und erschwerten es den Piloten, die Maschine auf die Landebahn auszurichten. Infolgedessen wurde der Anflug zunehmend instabil. Etwa einen Kilometer (0,6 NM) vor der Landeschwelle geriet das Flugzeug in eine weitere vertikale Luftströmung (Microburst), die es in Richtung Boden drückte. Gleichzeitig wirkten starke Seitenwinde von bis zu 74 km/h (40 Knoten) und ein Rückenwind von 19 km/h (10 Knoten) auf die Maschine ein.
Martinair hatte firmenintern festgelegt, einen unkontrollierten Landeanflug in spätestens 152 Metern (500 Fuß) Höhe abzubrechen und ein Durchstartmanöver einzuleiten. Die Piloten setzten ihren Anflug entgegen dieser Vorgabe fort.
Die Besatzung hatte die automatische Schubregelung deaktiviert, weil sich die Triebwerksleistung beim Durchfliegen der ersten Windscherung sprunghaft erhöhte und reduzierte. Vor der Deaktivierung hatte diese Automatik die Triebwerksleistung auf 40 Prozent gesenkt. Die Piloten versäumten es, die Schubkraft danach wieder zu erhöhen, wodurch das Flugzeug an Geschwindigkeit und Auftrieb verlor. Der Auftriebsverlust und das gleichzeitige Auftreffen der Microbursts führten zu einem schnellen Anstieg der Sinkrate.
Die Besatzung der aus Westen anfliegenden Maschine wurde von der Flugsicherung nicht über eventuelle Windscherungen informiert. Aufgrund einer fehlerhaften Schalterstellung erhielt der Fluglotse nur Informationen von einer Wetterstation, die sich am östlichen Ende der rund 2.500 Meter langen Landebahn befand. Dort wurden zum Zeitpunkt des Zwischenfalls keine Schwankungen in der Windstärke und -richtung registriert. Auch zuvor gelandete Flugzeuge hatten keine Scherwinde gemeldet.
Die Ermittler kritisierten generell die Entscheidung, bei diesen Witterungsbedingungen in Faro zu landen. Laut den Vorschriften der Martinair waren Landungen mit der DC-10 bei schlechten Bahnbedingungen und somit verminderter Bremswirkung nur zulässig, wenn die Stärke des Seitenwinds 9 km/h (5 Knoten) nicht überstieg.

## Ähnliche Flugunfälle
- Aeroflot-Flug 4225
- Cubana-Flug 9646
- Delta-Air-Lines-Flug 191
- Pan-Am-Flug 759
- USAir-Flug 1016
- Lufthansa-Flug 2904